# Vacina de virião fragmentado contra a gripe
A vacina de virião fragmentado contra a gripe é uma vacina de uso humano, na forma farmacêutica suspensão obtida de várias estirpes das gripes A e B, sendo as partículas virais fragmentadas. Hemaglutinina e neuraminidase compõem cada estirpe. Seu aspecto é líquido ligeiro opalescente ou franco opalescente (devido a adição de adjuvantes farmacêuticos).